# Przydziałki (Koźminek)
Przydziałki – część miasta Koźminek w Polsce, położona w województwie wielkopolskim, w powiecie kaliskim, w gminie Koźminek.
Wchodzi w skład sołectwa Koźminek.
W latach 1975–1998 Przydziałki administracyjnie należały do województwa kaliskiego.